# Matériel de golf
Le matériel de golf est l'ensemble des accessoires nécessaires à la pratique du golf. Le minimum indispensable se compose de clubs, de balles, de tees, d'un sac pour transporter les clubs et le petit matériel. Il peut aussi se composer d'un chariot pour faciliter le transport du sac. Certains articles d'habillement spécifiques du golfeur peuvent aussi être assimilé à du matériel de golf. Enfin des voiturettes de golf sont parfois utilisées pour les déplacements sur le parcours. Il n’est pas nécessaire de posséder le matériel dans son intégralité pour débuter mais il s'avère rapidement indispensable pour améliorer le handicap (classement) et atteindre le haut niveau.

## Équipement

### Balle

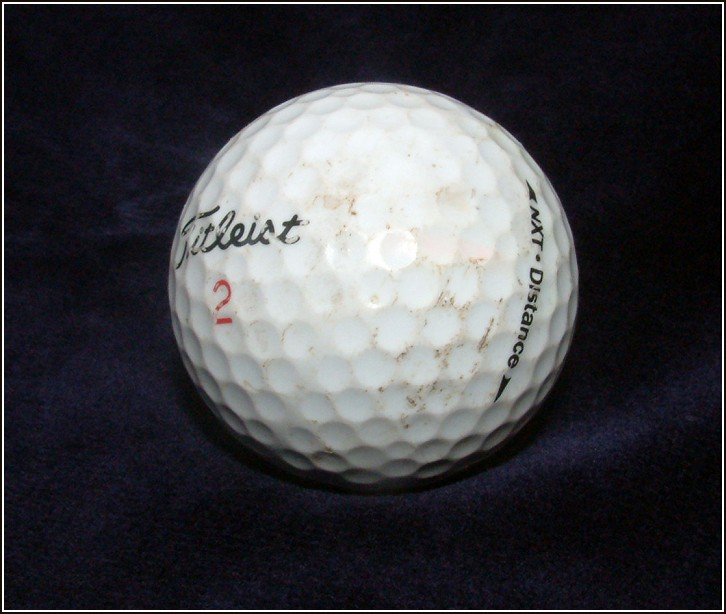
Balle de Golf de marque Titleist

À l'origine, les balles étaient faites d'enveloppes de cuir remplies de plumes, avant qu'on découvre vers 1850 les qualités de la gomme de Malaisie appelée gutta-percha.
Aujourd'hui, la balle de golf, constituée d'un noyau en caoutchouc recouvert d'une enveloppe de polymère, doit être conforme aux règles de compétition. Son poids ne doit pas dépasser 47,62 grammes (1,62 once) et son diamètre doit être de 42,67 millimètres (1,68 pouce).
Les balles sont de deux types de conception différents :
- Les deux pièces,  qui ont un gros noyau de caoutchouc recouvert d'une enveloppe généralement en matériau synthétique très résistant (le Surlyn). Elles génèrent moins de spin (rotation sur elles-mêmes) lors du swing mais assurent les longues distances avec davantage de précision dans le jeu.
- Les multipièces, qui ont un noyau plus petit entouré de deux ou trois enveloppes intermédiaires puis d'une enveloppe extérieure plus souple. Elles permettent aux joueurs expérimentés d'exploiter leur capacité à générer du spin en privilégiant la trajectoire au détriment de la distance.

Le spin et le toucher de balle sont les premiers paramètres à prendre en compte dans le choix des balles, indépendamment de leur résistance et de leur prix.

### Clubs de golf
Les clubs de golf sont de différents modèles selon l'effet à obtenir. On distingue les bois pour permettre des coups longs (utilisés surtout sur les aires de départ pour mettre la balle en jeu), les fers qui autorisent des coups moins longs mais beaucoup plus précis et les hybrides qui sont un mélange de bois et de fer, c'est-à-dire qu'ils possèdent la précision des fers et la distance des bois.
On trouve également le putter qui permet de faire rouler la balle sur le green avec précision.

### Gant
Un golfeur porte un gant unique, à la main gauche s'il est droitier ou à la main droite s'il est gaucher. Il est essentiel de choisir un gant de golf adapté à sa morphologie pour améliorer la performance et le confort sur le parcours. Le gant offre une meilleure adhérence et réduit le risque de glissement du club et d'ampoule. Le gant de golf est un accessoire indispensable pour tout golfeur, qu'il soit débutant ou expérimenté.

### Marqueur
Le marqueur ou marque-balle est un accessoire de la taille d'un jeton, en plastique ou en métal, permettant de positionner l'emplacement de la balle lorsque celle-ci doit être momentanément retirée du green (balle située sur la trajectoire de celle de l'adversaire au drapeau, etc.).

### Tee

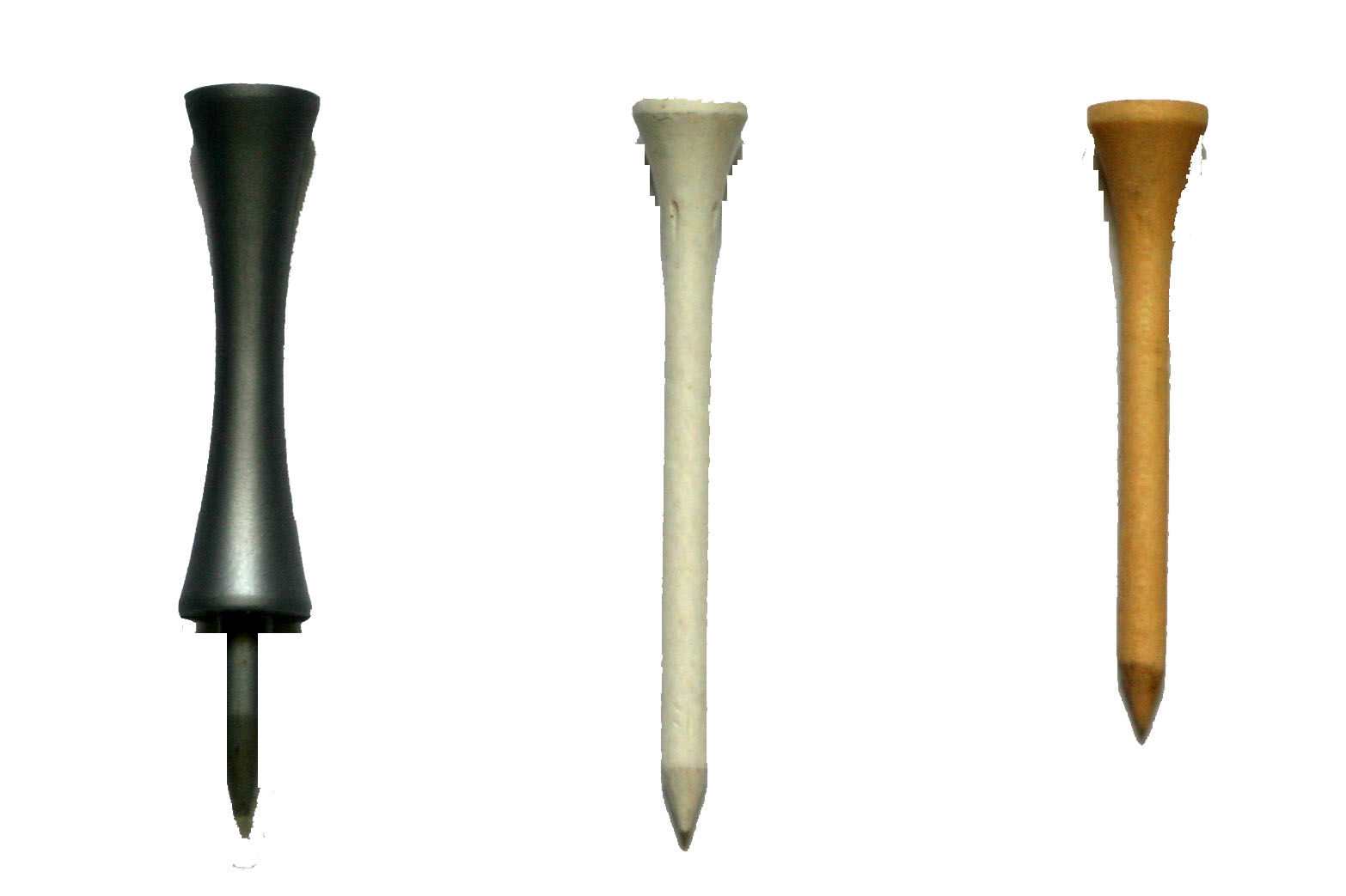
Différentes sortes de tees

Le joueur devant taper sa balle sur le départ peut la poser sur une cheville de bois ou de plastique appelée tee, qui ne peut pas être utilisée en dehors des départs. L'utilité d'un tee est de surélever la balle pour faciliter l'utilisation de clubs de golf spéciaux (cf. paragraphe sur les bois) et de limiter la dégradation du gazon. Ce terme désigne aussi l’aire de départ.

### Sac de golf
Le sac de golf permet de transporter tout le matériel et les accessoires nécessaires à la pratique de ce sport. Il peut être monté sur trépied amovible ou sur un chariot.

### Véhicule de transport

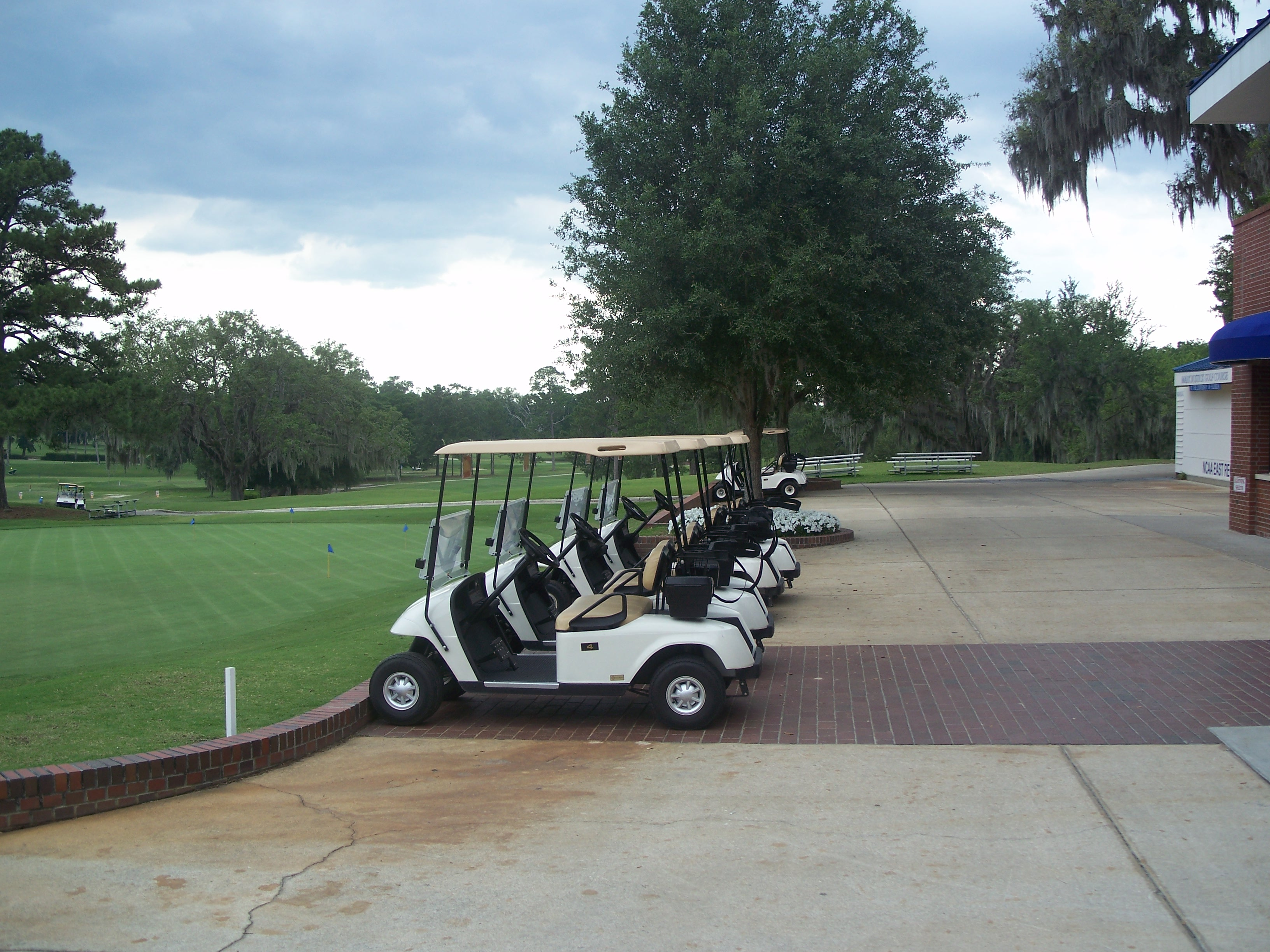
Voiturette de golf à Gainesville en Floride

Sur le parcours, un joueur transporte sa série de clubs dans un sac de golf, traditionnellement porté à l'épaule, mais le plus souvent porté sur un chariot tiré ou poussé selon les modèles, et parfois électrique.
Dans certaines circonstances, des voiturettes de golf sont utilisées. Elles comportent le plus souvent deux places et permettent de disposer deux sacs à l'arrière. La plupart sont électriques avec un ensemble de batteries situées sous les sièges.

### Serviette
La serviette fait partie de l'équipement du golfeur : elle permet d'entretenir et de nettoyer les clubs de la terre, de l'herbe ou du sable durant le parcours.

### Couvre-club

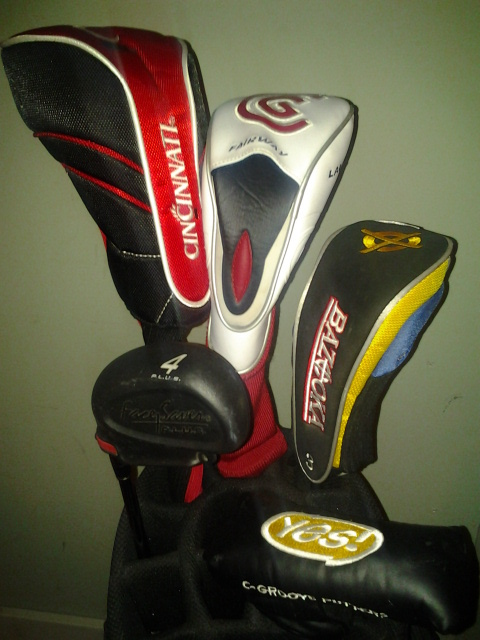
Couvres clubs Pour le Driver, le bois de parcours, un hybride, fer et putter

Un couvre-club est un accessoire en cuir, laine ou néoprene et qui permet de protéger un club de golf des chocs, des rayures ou des intempéries.

### Relève-pitch
Le relève-pitch est un accessoire permettant aux joueurs de réparer facilement l’impact laissé par la balle tombant sur le green, en relevant la terre compactée avant de l’aplanir.

### Chaussures

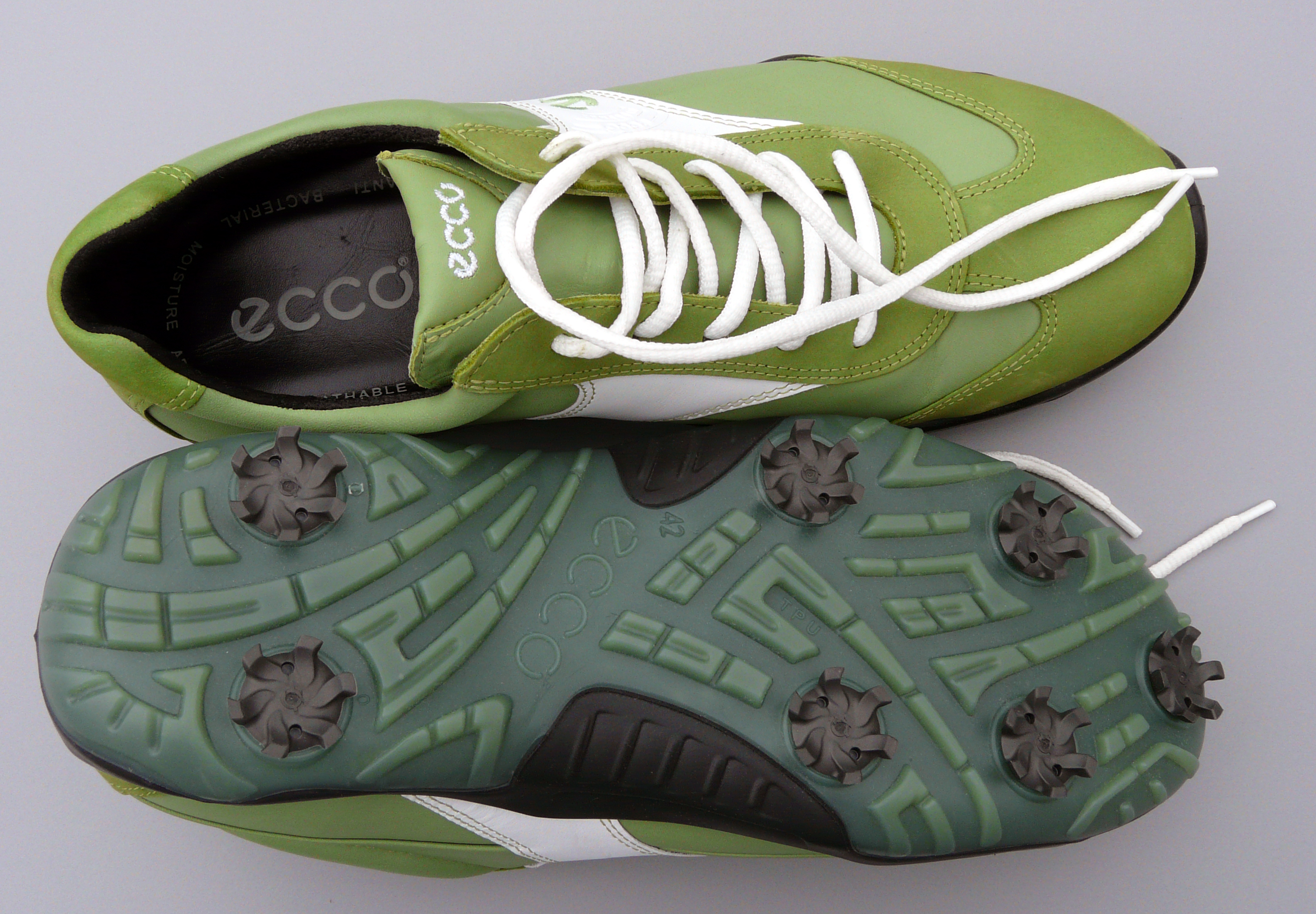
Une paire de chaussures de golf.

## Vêtements

### Les marques
Parmi les grandes marques du golf et les grands joueurs qui y sont associés on compte :    
| Marque                     | Type de produits             | Sponsoring                                                            |
| -------------------------- | ---------------------------- | --------------------------------------------------------------------- |
| Adams Golf                 | Clubs de golf                | Brittany Lincicome                                                    |
| Adidas                     | Vêtements et chaussures      | Retief Goosen                                                         |
| Ashworth (en)              | Vêtements et accessoires     | Inconnu                                                               |
| Ben Hogan                  | Clubs et balles              | Inconnu                                                               |
| Boston golf                | clubs de golf pour débutants | Inconnu                                                               |
| Bridgestone                | Clubs, balles et accessoires | Fred Couples                                                          |
| Dunlop                     | Balles                       | Inconnu                                                               |
| Callaway Golf              | Clubs, balles et accessoires | Phil Mickelson                                                        |
| Cleveland Golf             | Clubs de golf                | Vijay Singh                                                           |
| Cobra Golf                 | Clubs et accessoires         | Geoff Ogilvy                                                          |
| Footjoy                    | Chaussures de golf           | Davis Love III                                                        |
| Jack Nicklaus\|Golden Bear | Clubs de golf                | Inconnu                                                               |
| Golf Pride                 | Grips                        | Inconnu                                                               |
| Greg Norman                | Vêtements et accessoires     | Inconnu                                                               |
| Hippo                      | Clubs de golf                | Inconnu                                                               |
| Inesis                     | Clubs, balles accessoires    | Inconnu                                                               |
| Izzo                       | Clubs et accessoires         | Inconnu                                                               |
| Jazz Golf                  | Clubs et accessoires         | Inconnu                                                               |
| Lamkin                     | Grips                        | Inconnu                                                               |
| Lind Golf                  | Clubs de golf                | Inconnu                                                               |
| Lynx Golf                  | Clubs de golf                | Andrew Marshall                                                       |
| MacGregor Golf             | Clubs de golf                | Inconnu                                                               |
| Maxfli                     | Balles de golf               | John Daly                                                             |
| Mizuno                     | Clubs de golf                | Luke Donald                                                           |
| Never Comprise             | Putter                       | Vijay Singh                                                           |
| Nike Golf                  | Clubs, balles et accessoires | Tiger Woods, Anthony Kim, Charl Schwartzel,Michelle Wie, Rory McIlroy |
| Odyssey Golf               | Putter                       | Annika Sorenstam                                                      |
| Ping Golf                  | Clubs de golf                | Angel Cabrera,Miguel Angel Jimenez,Lee Westwood                       |
| Pinnacle                   | Balles de golf               | Inconnu                                                               |
| PowerBilt                  | Clubs, sacs de golf          | Fuzzy Zoeller                                                         |
| Precept                    | Clubs, balles et accessoires | Paula Creamer                                                         |
| Pringle                    | Vêtement de luxe             | Nick Faldo                                                            |
| Pro-Select                 | Clubs de golf                | Inconnu                                                               |
| Puma Golf                  | Chaussures et vêtements      | Geoff Ogilvy                                                          |
| Ram Golf                   | Clubs et accessoires         | David Dixon                                                           |
| Scotty Cameron Golf        | Clubs de golf                | Adam Scott                                                            |
| Snake Eyes                 | Clubs de golf                | Inconnu                                                               |
| Srixon                     | Balles de golf               | Jim Furyk                                                             |
| Taylormade Golf            | Clubs, balles et accessoires | Sergio García                                                         |
| Titleist                   | Clubs, balles et accessoires | Adam Scott,Rory McIlroy                                               |
| Top-Flite                  | Balle de golf et Clubs       | Inconnu                                                               |
| Tour Edge                  | Clubs de golf                | Inconnu                                                               |
| Wilson/Wilson Staff        | Clubs, balles et accessoires | Jesper Parnevik,Padraig Harrington                                    |